# Торнезелло

Торнезелло часів правління дожа Антоніо Веньєра (1382—1400)

Торнезелло (італ. Tornesello) — середньовічна венеційська білонна монета, яку карбували в XIV—XVI століттях для заморських колоній Венеційської республіки на островах Андріатичного та Іонічного та Егейського морів та на невеличких прилеглих материкових територіях Балканського півострова, на територіях сучасних Греції, Албанії та хорватської Далмації.
Торнезелло почали карбувати в 1353 році. За своїм дизайном монета була подібна торнезе, тогочасним монетам латинських держав на сусідньому Балканському півострові і наслідувала надзвичайно успішний французький турський грош (фр. gros tournois) або торнезе, від якого і отримала свою назву. Проте, на відміну від турської  монети, на аверсі якої було зображена турська міська брама, на аверсі торнезелло був зображений Лев святого Марка.
У системі грошового обігу колоній Венеційської республіки торнезелло був дрібною розмінною монетою, що дорівнювала 3 денаро пікколо або 1⁄4 сольдо.
Останні торнезелло були викарбувані в 1555 році під час правління дожа Франческо Веньєра.

## Грошовий обіг у венеційських колоніях Греції XIII—XIV століть

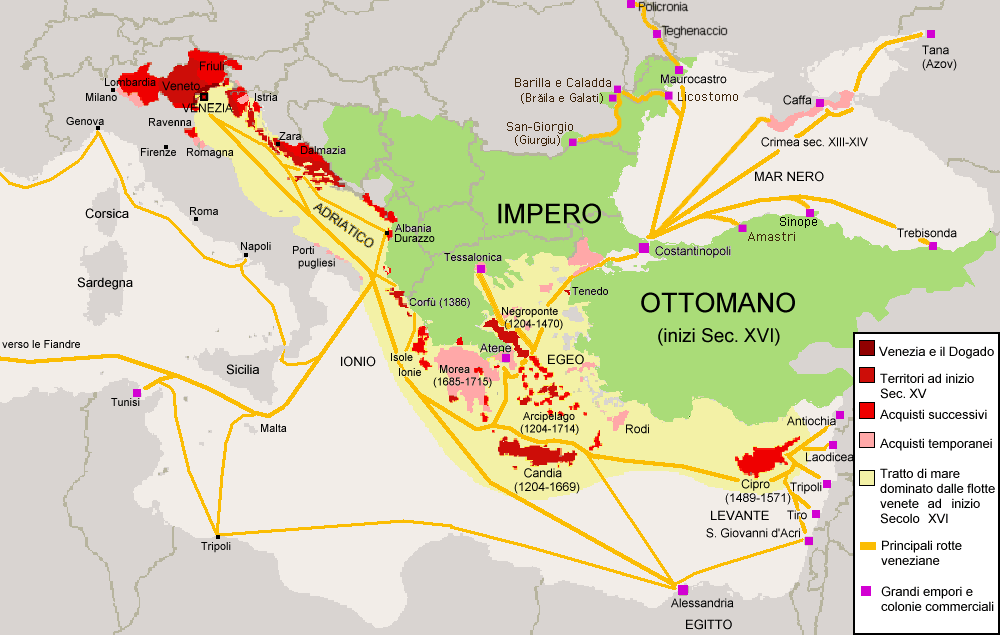
Морські володіння Венеційської республіки в XV—XVI століттях

В 1204 війська хрестоносців під керівництвом венеційського дожа Енріко Дандоло захопили Константинополь. У грецьких землях на той час у обігу знаходилися різні візантійські монети — золотий гіперпірон, срібний аспрон та мідний тетартерон. Європейські лицарі принесли з собою спочатку монети з власних країн, головним чином срібні деньє турнуа до материкових князівств тавенеціанські срібні пікколо та гроссо до нових острівних колоній. Венеційці привнесли в грошовий обіг пікколо і гроссо
Незабаром у XIII столітті головні держави хрестоносців на материковій Греції заснували власні монетні двори, які карбували монети за зразком французьких турських деньє (денаріїв), але з іменами місцевих емітентів і монетних дворів. Вони продовжували карбувати лише ці дрібні білонні монети навіть після того, як наприкінці XIII, на початку XIV століть спочатку у Франції, а потім в інших європейських державах стали карбувати більші срібні монети, що отримали назву "товстий" денарій, або грош і швидко стали головною срібною торговою монетою. Дрібна монета могла бути достатньою для більшості цілей, але великі транзакції полегшувалися імпортними монетами вищої вартості. Візантійський золотий гіперперон, викарбуваний тепер імператорами-вигнанцями в Нікеї, широко ходив на Балканах і послужив основою для систем обліку всієї Латинської Греції. Англійський пенні довгий час був набагато вищим за французький, і в тринадцятому столітті англійський фунт стерлінгів обертався в Греції як еквівалент чотирьох деньє турнуа.
У 1284 році Венеція почала карбувати золоту монету, дукат, слідуючи ініціативам Флоренції та Генуї 32 роки тому. Невдовзі дукат став основними грошима міжміської торгівлі Венеції та з’являється в документах її колоній і материкової Греції до кінця Середньовіччя. Однак важко відрізнити появу в записах дуката як справжньої монети від його використання як міри вартості, і ще важче оцінити важливість його обігу в Греції порівняно з іншими монетами. Відомо, що в Греції було знайдено лише один скарб дукатів, а інший скарб, переважно срібних монет, містив два дукати. 3 У грецьких розкопках не було знайдено дукатів, але золоті монети рідко знаходять як випадкові втрати в місцях проживання.
З документів випливає, що дукати були у великій кількості в Кандії, столиці та головному порту венеційської колонії на Криті. 
За межами столиці Кандії дукати, здається, були ще рідшими. У 1410 році адміністратор Ретимно, провінційного критського центру, попросив герцога Криту в Кандії повідомити йому вартість дуката в місцевій монеті, щоб він міг здійснити обмін. 7 Через тридцять років ректор Канеї (іншого провінційного центру) пояснив герцогу, що 113 дукатів, які становили одну шосту частину доходу, який він надсилав до столиці, збиралися за місцевою ставкою, оскільки дукатів було дуже мало в його місто. 8
За межами венеціанських колоній, на материковій частині Греції, дукатів було навіть менше. У 1361 році агент Марії де Бурбон, яка збирала свої доходи на Пелопоннесі, скаржився на неодноразові труднощі з обміном отриманого ним срібла на дукати. У Востіці та Навплії він зміг поміняти на дукати лише половину срібла, тоді як у Кларенці він був змушений залишити все своє срібло в обміннику до прибуття корабля з Венеції, який міг перевозити дукати. 9
Більше не вважають, що венеціанське гроссо було введено в 1202 році у зв'язку з Четвертим хрестовим походом; його карбування, здається, почалося наприкінці дванадцятого століття. 10 Однак очевидно, що ця велика срібна монета, перша справжня багатоваріантна монета в Європі, широко ходила на Балканах після завоювання Візантії. У той час як гросо стало основою для нових систем карбування в Сербії та Болгарії, у Греції воно поширювалося разом із місцевими денє турнуа. У купецькій інструкції Пеголотті
. В обігу нових латинських держав, утворених на території колишньої Візантійської імперії, широкого поширення набули французький турський грош та його місцеві наслідування — торнезе. В обігу також знаходилися англійські стерлінги, рівні чотирьом турським грошам. Ці срібні і білонні грошові одиниці не дуже великої вартості не забезпечували повноцінних економічних взаємин. Для великих розрахунків використовувалися візантійські золоті гіперпірони. Венеційські золоті цехіни, вперше викарбувані в 1284 році, хоч і потрапляли на Балканський півострів, не набули широкого поширення.
До початку XIV століття у венеційських колоніях на території Балканського півострова склалася місцева система грошового обігу в якій 1 візантійський гіперпірон відповідав 7 венеційським гроссо, кожен з яких дорівнював 3 англійським стерлінгам по 4 французьких турських гроша кожен. Водночас відзначено значне зменшення кількості гроссо у грошовому обігу. В 1332 в обіг був введений сольдо, рівний 12 пікколо, який повністю витіснив гроссо. Гроссо та гіперпірон до 1340-х років стали лише розрахунковими одиницями через їхню майже відсутність у обігу. Виходячи з того, що один турський грош був еквівалентний 4 пікколо, сольдо на початку свого випуску відповідав 3 грошам або англійському стерлінгу.

## Введення торнезелло
29 березня 1353 року уряд Венеційської республіки почав розглядати питання про введення нової грошової одиниці для потреб торгівлі у своїх колоніях. Було ухвалено рішення про випуск нового сольдо вагою 0,55 г (1⁄432 марки вагою 238,5 г) із вмістом 0,53 г чистого срібла. Нові монети мали містити меншу кількість благородного металу в порівнянні зі старим венеційським сольдо. При цьому широкого поширення вони не набули. Незабаром для заміни широко розповсюджених турських грошей у грошовий обіг була введена ще одна монета — торнезелло. Вага нової монети склала 0,75 г (1⁄320 венеційської марки) при вмісті 0,08 г (1⁄9 частина) чистого срібла. На законодавчому рівні курс обміну було встановлено 1⁄4 сольдо або 3 пікколо. Оскільки вміст срібла в 4-х торнезелло (0,33 г) було значно меншим порівняно з 1-м новим сольдо (0,53 г), це робило її значно переоціненою монетою.
Торнезелло були значно переоцінені і щодо гроссо. Наприклад, в 1361 один гроссо прирівнювали до 32 пікколо, тоді як він містив в 21 разів більше срібла в порівнянні з торнезелло. Вартість металу, що міститься в монеті, становила близько 1,5 пікколо (32⁄20), в той час як його мали приймати до оплати за ціною 3 пікколо. Тому для Венеційського уряду було вигідно карбувати торнезелло. Так, в 1375 було випущено 5840000 монет, а в 1386 — 4160000.
Грошовий оборот торнезелло забезпечувався кількома чинниками. Ця монета була призначена виключно для колоній Венеції, не будучи законним платіжним засобом в самій метрополії. Відмова від прийому даних монет за законодавчо закріпленим завищеним курсом тягнула накладення на винних великих штрафів. За законом Грешема (Гірші гроші витісняють з обігу кращі), торнезелло практично повністю витіснили з обігу інші монети, включаючи венеційські сольдо.

## Зовнішній вигляд

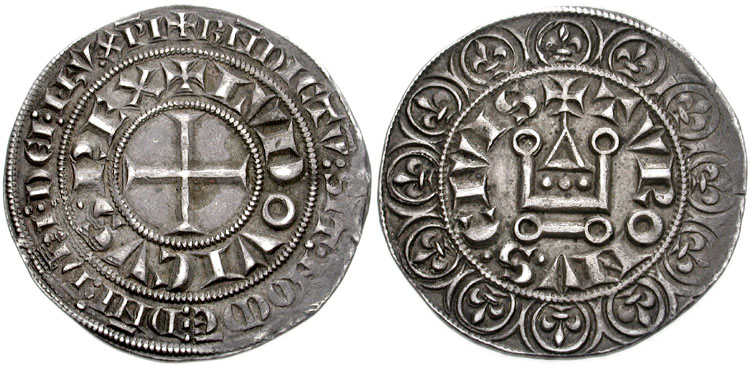
Прототип торнезелло турський гріш

Прототип торнезелло — турський грош, на одному боці монети містив символ міста (каплиця або міська брама), круговий напис «TURONUS CIVIS» і 12 лілій по краю монети. У центрі зворотної сторони розташовувався хрест із внутрішнім круговим написом — ім'ям сюзерена і зовнішнього — «Benedictum sit nomen domini nostri Jesu Christi» (рос. Да будет благословенно имя Господа Бога нашего, Иисуса Христа)  .
Аверс торнезелло в цілому повторював свій французький прототип. Проте на відміну від турського гроша круговий напис навколо хреста містив ім'я дожа. Реверс містив зображення лева святого Марка та круговий напис «VEXILIFER VENECIARVM». Враховуючи тривалість випуску та недосконалість технології карбування монет виділяють безліч різновидів цих венеційських колоніальних грошей.

## Особливості грошового обігу торнезелло
Торнезелло карбували близько 200 років — з 1353 по 1555 роки. З самого початку вони були переоціненими грошовими одиницями. Венеція на законодавчому рівні заборонила їх використання на території метрополії та встановила фіксовані обмінні курси у своїх колоніях. Це призвело до стимулювання інфляційних процесів на грецьких територіях, підконтрольних Венеційській республіці. Відповідно до закону Грешема — «найгірші гроші витісняють найкращі» — торнезелло стали найвикористанішими в обігу монетами. Випуск торнезелло був дуже вигідним для центрального уряду через їхню переоціненість. Щорічно мільйони нових торнезелло надходили на ринок, посилюючи негативні економічні наслідки у грецьких колоніях Венеції. На відміну від офіційного курсу (1 сольдо = 4 торнезелло) реальний комерційний встановився на рівні 1 сольдо = 6 торнезелло.
В результаті перших трьох Османсько-венеційських війн 1463—1540 років, більшість венеційських колоній були захоплені Османською імперією і подальший випуск торнезелло став недоцільним. В 1555 році їх випуск було припинено.